# A Troca
A Troca (do original em inglês: Changeling) é um filme estadunidense de 2008, dos gêneros drama, policial e suspense, dirigido por Clint Eastwood, com roteiro de J. Michael Straczynski baseado em eventos ocorridos na Los Angeles de 1928.
A Troca é estrelado por Angelina Jolie, como uma mulher que acredita ter reencontrado seu filho desaparecido e confronta as autoridades da cidade, que a difamam como doente mental e mãe incapaz. O filme é inspirado no caso real de sequestro e assassinato chamado "Galinheiro de Wineville" e explora a impotência feminina, corrupção policial, abuso infantil e as repercussões da violência. Ron Howard tinha a intenção de dirigir, porém conflitos em seu cronograma o fizeram sair e ser substituído por Eastwood. Howard e Brian Grazer, ambos parceiros na Imagine Entertainment, produziram A Troca junto com Eastwood e Robert Lorenz da Malpaso Productions. A Universal Pictures financiou e distribuiu o filme.
Straczynski passou um ano pesquisando os arquivos históricos depois de saber do caso através de um contato na prefeitura de Los Angeles. Ele afirmou que 95% do roteiro foi tirado de mais de seis mil páginas de documentos. O roteiro de filmagem foi o primeiro rascunho de Straczynski e seu primeiro roteiro para o cinema. Várias atrizes tentaram conseguir o papel principal; Eastwood escolheu Jolie por achar que seu rosto se encaixava com o período histórico. O elenco também é composto por Jeffrey Donovan, Jason Butler Harner, John Malkovich, Michael Kelly e Amy Ryan. A maioria dos personagens são baseados em pessoas reais, apesar de alguns serem amalgamas de dois ou mais indivíduos. As filmagens começaram em 17 de outubro de 2007 e terminaram em dezembro de 2007, ocorrendo principalmente em Los Angeles e no Sul da Califórnia. A direção discreta de Eastwood levou os atores e a equipe a comentar sobre a tranquilidade do cenário e os curtos dias de trabalho. Na pós-produção, várias cenas foram complementadas com horizontes, fundos, pessoas e veículos gerados por computação gráfica.
A Troca estreou no Festival de Cannes em 20 de maio de 2008, sendo muito elogiado. Outras exibições em festivais precederam sua estreia limitada nos Estados Unidos em 24 de outubro. O filme teve um lançamento geral na América do Norte no dia 31 de outubro, 26 de novembro no Reino Unido e 5 de fevereiro de 2009 na Austrália. A recepção variou muito mais do que em Cannes; as atuações e a história foram elogiadas, com as críticas se focando na encenação convencional e na falta de sutileza. A Troca arrecadou pouco mais de 113 milhões de dólares mundialmente, recebendo três indicações ao Oscar e oito ao BAFTA.

## Enredo
Na Los Angeles da década de 1920, a mãe solteira Christine Collins volta para casa depois do trabalho e descobre que seu filho de nove anos, Walter, desapareceu. O Reverendo Gustav Briegleb espalha o caso de Christine e critica o Departamento de Polícia de Los Angeles por sua incompetência, corrupção e punições extrajudiciais inflingidas pelo esquadrão liderado pelo Capitão James E. Davis. Vários meses depois do desaparecimento de Walter, a polícia informa Christine que ele foi encontrado vivo. Um reencontro público é organizado porque acredita-se que a publicidade positiva irá ajudar a afastar as críticas contra o departamento. Apesar de "Walter" afirmar ser o filho de Christine, ela diz o contrário. O Capitão J. J. Jones, chefe da divisão de menores da polícia, insiste que o menino é Walter e pressiona Christine a levá-lo para casa.
Depois de Christine confrontar Jones com as diferenças físicas entre "Walter" e seu filho verdadeiro, o policial envia um médico para visitá-la. Ele diz a Christine que "Walter" está mais baixo do que antes de desaparecer porque o trauma reduziu sua espinha, e que a pessoa que o sequestrou o circuncidou. Briegleb afirma que a polícia implantou isso para desacreditá-la. Os professores e o dentista de Walter entregam a Christine cartas confirmando que "Walter" é um impostor. Ela conta sua história para a imprensa; como resultado, Jones a manda para a "ala psicopática" do Hospital do Condado de Los Angeles. Ela faz amizade com Carol Dexter, que conta a Christine ser uma de várias mulheres presas por desafiar a autoridade da polícia. O Dr. Steele avalia Christine como doente mental e a força a tomar pílulas reguladoras de humor. Steele afirma que irá deixá-la ir embora se ela afirmar estar errada sobre "Walter". Ela diz não.
O Detetive Ybarra viaja para uma fazenda em Wineville, Condado de Riverside, para cuidar da deportação de Sanford Clark para o Canadá. O tio do menino, Gordon Northcott, fugiu depois de Ybarra involuntariamente tê-lo alertado sobre sua visita. Clark conta que o tio o forçou a ajudá-lo a sequestrar e matar por volta de vinte meninos, identificando Walter como um deles. Jones conta a Briegleb que Christine está sob custódia depois de um colapso mental. Jones ordena a deportação de Clark, porém Ybarra força o menino a revelar o local dos assassinatos. Briegleb consegue fazer com que Christine seja solta depois de mostrar a Steele um jornal que conta a história das mortes de Wineville e que lista Walter como uma possível vítima. "Walter" revela que foi para Los Angeles para poder ver seu ator favorito, Tom Mix, e que a polícia o mandou fingir ser o filho de Christine. A Real Polícia Montada do Canadá captura Northcott em Vancouver. O advogado de Christine consegue uma ordem judicial para libertar as outras mulheres injustamente aprisionadas.
No dia da audiência pública sobre o caso, Christine e Briegleb chegam na prefeitura encontrando centenas de protestantes exigindo respostas da cidade. A audiência é entrecortada com o julgamento de Northcott. O conselho decide que Jones e Davis devem ser removidos do serviço e que internações extrajudiciais feitas pela política devem ser revistas. O júri de Northcott o considera culpado de assassinato e ele é condenado a morte pela forca. Dois anos depois, Christine ainda não desistiu de encontrar Walter. Ela recebe uma mensagem de Northcott dizendo que ele está disposto a contar a verdade sobre Walter se ela visitá-lo antes de sua execução. Ela se encontra com ele, porém Northcott se recusa a contar se matou ou não o menino. Ele é executado no dia seguinte.
Em 1935, David Clay – um dos meninos que acreditava-se ter sido assassinado – é encontrado vivo. Ele revela que um dos meninos que estava preso com ele era Walter, que corajosamente voltou para ajudá-lo a passar por arames farpados. David, Walter e outros dois garotos escaparam, porém se separaram. David não sabe se Walter foi recapturado, dando a Christine esperanças que seu filho ainda esteja vivo.

## Elenco
- Angelina Jolie como Christine Collins
- John Malkovich como Rev. Gustav Briegleb
- Jeffrey Donovan como J.J. Jones
- Michael Kelly como Det. Lester Ybarra
- Colm Feore como Chefe James E. Davis
- Jason Butler Harner como Gordon Stewart Northcott
- Eddie Alderson como Sanford Wesley Clark
- Amy Ryan como Carol Dexter
- Geoff Pierson como Sammy "S.S." Hahn
- Denis O'Hare como Dr. Jonathan Steele
- Frank Wood como Ben Harris
- Peter Gerety como Dr. Earl W. Tarr
- Reed Birney como Mayor Cryer
- Gattlin Griffith como Walter Collins

## Contexto histórico

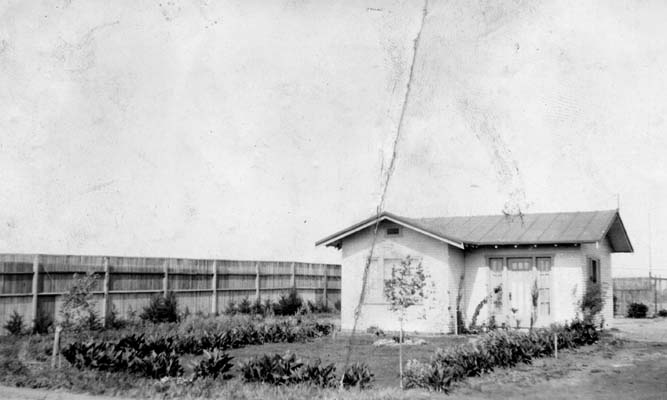
O Rancho Northcott em 1928

Em 1926, Sanford Clark, de treze anos de idade, foi levado de sua casa em Saskatchewan, Canadá, (com permissão de seus pais) por seu tio Gordon Stewart Northcott, de dezenove anos. Northcott levou Clark até sua fazenda em Wineville, Califórnia, onde ele regularmente bateu e abusou sexualmente do garoto. A situação continuou até agosto de 1928, quando a polícia tomou a custódia de Clark depois de Jessie Clark, sua irmã, ter contado às autoridades sobre a situação. O menino revelou que foi forçado por Northcott e sua mãe, Sarah Louise Northcott, a ajudá-los a matar três garotos que seu tio havia sequestrado e molestado. A polícia não encontrou corpos na fazenda – Clark afirmou que eles foram jogados no deserto – porém descobriram partes, machados cobertos de sangue e itens pessoais que pertenciam aos desaparecidos. Os Northcott fugiram para o Canadá, mas foram presos e extraditados para os Estados Unidos. Sarah Louise inicialmente confessou os assassinatos, incluindo o de Walter Collins. Ela mais tarde desmentiu a afirmação; Gordon, que havia confessado ter matado cinco meninos, fez o mesmo.
Depois de Christine Collins ter sido solta do Hospital do Condado de Los Angeles, ela processou o departamento de polícia duas vezes, vencendo o segundo. Foi ordenado  que Capitão Jones pagasse US$ 10.800 para Collins, porém ele nunca o fez. Uma audiência perante o conselho da cidade recomendou que Jones e o chefe de polícia James E. Davis deixassem seus cargos, mas ambos posteriormente foram reinstituídos. As leis do estado da Califórnia mais tarde foram alteradas tornando ilegal a condenação de alguém a um hospital psiquiátrico sem um mandado. Northcott foi condenado pelo assassinato de Lewis Winslow (12), Nelson Winslow (10) e de um menino mexicano não identificado; depois de sua condenação ele supostamente admitiu vinte assassinatos, apesar de mais tarde ter negado a afirmação. Northcott foi executado em 1930 aos 23 anos de idade. Sarah Louise foi condenada pelo assassinato de Walter Collins e serviu quase doze anos na prisão. Em 1930, os habitantes de Wineville alteraram o nome da cidade para Mira Loma com a intenção de fugir da notoriedade negativa trazida com o caso.

## Produção

### Desenvolvimento
O roteirista e ex-jornalista J. Michael Straczynski, antes de começar a escrever A Troca, foi contatado por uma fonte na Prefeitura de Los Angeles. A fonte disse que funcionários estavam planejando queimar vários documentos antigos, e dentre eles estava "algo que [Straczynski] deveria ver". A fonte descobriu uma transcrição da audiência do conselho da cidade sobre Collins e as consequências do desaparecimento de seu filho. Straczynski ficou fascinado com o caso; ele realizou uma pesquisa e escreveu um roteiro especulativo chamado The Strange Case of Christine Collins. Vários estúdios e produtores independentes interessaram-se pelo roteiro, porém ele nunca encontrou um comprador. Straczynski achava que não tinha tempo para se dedicar a história e fazê-la funcionar, retornando ao projeto apenas em 2004 após o cancelamento de sua série de televisão Jeremiah. Depois de vinte anos como roteirista e produtor de televisão, ele achava que era necessário mudar de meio, então passou um ano pesquisando sobre o caso de Collins através dos registros criminais, do tribunal do condado, prefeitura e necrotério. Ele coletou mais de seis mil páginas de documentos sobre Collins e os assassinatos de Wineville antes de "descobrir como contá-la". Ele escreveu um primeiro rascunho do novo roteiro em onze dias. O agente de Straczynski passou o roteiro para o produtor Jim Whitaker. Ele então passou para Ron Howard, que comprou imediatamente.
A Universal Studios e a Imagine Entertainment de Howard compraram o roteiro em junho de 2006. O filme fazia parte de uma pequena lista de projetos que Howard tinha a disposição depois do grande sucesso comercial de The Da Vinci Code. Em março de 2007, a Universal adiantou a produção. Entretanto, quando Howard escolheu Frost/Nixon e Angels & Demons como seus dois projetos seguintes, ficou claro que ele não estaria disponível para dirigir A Troca até 2009. Howard deixou a direção e, apesar da grande admiração que o roteiro tinha na indústria, parecia que o filme não seria produzido. Howard e Brian Grazer, parceiro na Imagine, começaram a procurar um novo diretor para assumir o projeto; eles apresentaram a ideia a Clint Eastwood em fevereiro de 2007 e ele concordou em dirigir imediatamente após ler o roteiro. Eastwood afirmou que suas memórias de crescer durante a Grande Depressão sempre o faziam prestar muita atenção quando algum projeto que se passava na época chegava em suas mãos. Ele também citou o foco do roteiro em Collins, ao invés de na história "Freddy Krueger" dos crimes de Northcott, como um fator para aceitar o trabalho.

### Roteiro
Straczynski sentiu que estava voltando à suas raízes como jornalista ao "sentar e esmiuçar [a] história". Ele tirou inspiração para os momentos de investigação do filme se lembrando de sua época como escritor de dramas policiais. O roteirista afirmou que reuniu tanta informação sobre o caso que estava difícil encontrar um modo de contá-lo. Para deixar a história se desenvolver no seu ritmo próprio, ele colocou o projeto de lado para poder esquecer os elementos menos essenciais e encontrar as partes que queria contar. Straczynski descreveu que exergou dois triângulos sobrepostos: "o primeiro triângulo, com a ponta para cima, é a história de Collins. Você começa com ela, e sua história fica maior e maior e passa a impactar todos os lugares. A sobreposição disso é um triângulo de cabeça para baixo com a base no topo, que é o panorama da Los Angeles da época – 1928. Começa ficando cada vez mais estreito ao se aproximar do chão, caindo sobre ela". Depois de ver essa estrutura, ele sentiu que conseguiria contar a história. Straczynski escolheu evitar se focar nas atrocidades dos assassinatos de Wineville, escolhendo ficar na perspectiva de Collins; o roteirista afirmou que ela era a única pessoa da história sem objetivos escondidos, e foi sua persistência – como também o legado que o caso deixou no sistema jurídico da Califórnia – que o atrairam no projeto. Ele disse, "Minha intenção era bem simples: honrar aquilo que Christine Collins fez".

"A história é tão bizarra que é preciso lembrar as pessoas que eu não estou inventando isso. Então parecia importante para mim colocar esses recortes pois você alcança a parte da história que deseja ir, 'Vamos lá, ele deve ter perdido o controle aqui'. Vire a página e lá está um artigo confirmando isso, que é o motivo, ao escrever o roteiro, que eu permaneci bem fiel aos fatos. A história já é extraordinária o bastante."

— J. Michael Straczynsk sobre colocar recortes de jornal nas cópias físicas do roteiro para lembrar as pessoas que tudo era uma história real.
Com Collins como inspiração, Straczynski disse que ficou com um forte desejo de "acertar"; ele abordou o roteiro como "um artigo para cinema" ao invés de um filme normal. Ele permaneceu fiel aos registros históricos por acreditar que a história já era bizarra o bastante, também achando que adicionar muitos elementos ficcionais iria fazer o público questionar a integridade do filme. O roteirista afirmou que 95% do conteúdo do roteiro veio de registros históricos; Straczynski disse que teve de "descobrir o que aconteceu" apenas em dois momentos, isso por causa da falta de informações nos registros. Uma era a sequência que se passa no hospital psiquiátrico, que possuia poucos testemunhos após o evento. Ele originalmente escreveu um relato curto sobre o período em que Collins permaneceu internada. Straczynski extrapolou os eventos baseado nas práticas padrões das instituições da época depois de seu agente sugerir que a sequência precisava de um melhor desenvolvimento. Foi nesse momento que ele criou a personagem Carol Dexter, que tinha a intenção de simbolizar as mulheres do período que foram condenadas de forma injusta. O roteirista citou sua formação acadêmica em psicologia e sociologia como benéficas para escrever as cenas, especificamente na cena em que Steele distorce as palavras de Collins para que ela pareça doente mental. Straczynski trabalhou muito para fazer os diálogos parecerem autênticos, ao mesmo tempo que evitava um tom arcaico. Ele citou suas experiências ao tentar imaginar psiques alienígenas enquanto escrevia Babylon 5 como um bom exercício para se colocar na mentalidade cultural da década de 1920.
Straczynski descreveu deixas visuais específicas no roteiro, como a cena da confissão de Sanford Clark. O flashback de Clark de uma machado caindo e justaposto com a queda das cinzas do cigarro do Detetive Ybarra. A imagem tinha dois propósitos: era uma correlação estética entre o machado e o cigarro e também sugeria que o homem ficou tão chocado pela confissão do menino que ele não seu mexeu ou fumou em dez minutos. Como a maioria das deixas, Eastwood filmou as cenas como foram escritas. Para garantir a veracidade da história, o roteirista incorporou citações do registro histórico nos diálogos, incluindo testemunhos em tribunal. Ele também incluiu cópias de recortes de jornal a cada quinze ou vinte páginas no roteiro para lembrar as pessoas que a história era verdadeira. Straczynski levou o roteiro para o departamento legal da Universal para que os créditos apresentassem o filme como "uma história real" ao invés de "baseada em" uma. Ele acreditou que seu único erro de pesquisa foi uma referência a Scrabble, antecipando em dois anos seu surgimento no mercado. Ele alterou a referência para uma palavra cruzada.
Entre as mudanças que Straczynski fez ao registro histórico foi a omissão da mãe de Northcott da história; ela também havia participado dos assassinatos. Ele mostrou o julgamento de Northcott acontecendo em Los Angeles, apesar de ter sido realizado em Riverside. O título do filme vem de um folclore do leste europeu que se refere a uma criatura, uma "criança trocada", deixada por fadas no lugar de uma criança humana. Pela associação com o sobrenatural, Straczynski o colocou apenas como um título provisório, acreditando que poderia alterá-lo depois.

### Seleção de elenco

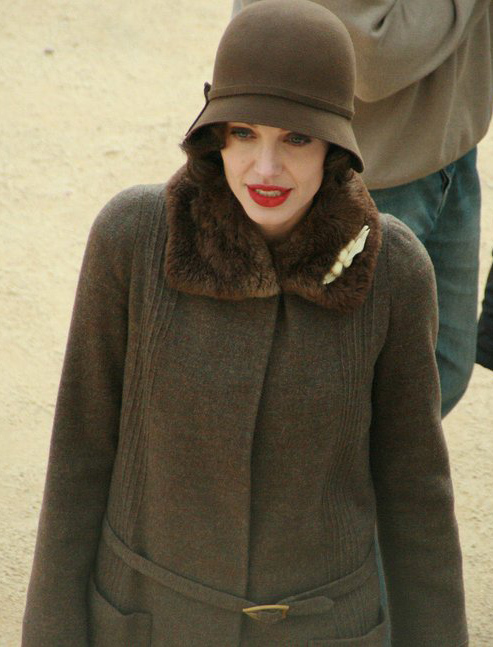
Jolie foi escolhida parcialmente porque Eastwood acreditava que seu rosto lembrava o período

Os cineastas mantiveram os nomes dos personagens principais, porém vários personagens coadjuvantes eram a combinação de pessoas e tipos da época. Angelina Jolie interpreta Christine Collins; cinco atrizes fizeram campanha pelo papel, incluindo Reese Witherspoon e Hillary Swank. Howard e Grazer sugeriram Jolie; Eastwood concordou, acreditando que o rosto dela evocava o período. Jolie entrou na produção em março de 2007. Ela no início estava relutante porque, como mãe, achou o assunto angustiante. Jolie afirmou que foi persuadida pelo envolvimento de Eastwood e pela descrição que o roteiro fazia de Collins como alguém que se recuperava da adversidade e tinha a força para lutar contra as probabilidades. A atriz achou que interpretar a personagem foi bem emocional. Jolie disse que a parte mais difícil foi se relacionar com Collins já que ela era relativamente passiva. Sua interpretação foi baseada em sua própria mãe, que morreu em 2007. Para as cenas na central telefônica, Jolie aprendeu a andar de patins em saltos altos, uma prática bem documentada do período.
Jeffrey Donovan interpreta o capitão J. J. Jones, um personagem pelo qual Donovan ficou fascinado por causa do poder que Jones exercia na cidade. O personagem cita as declarações públicas ditas pelo verdadeiro Jones ao longo do filme. A decisão de Donovan de interpretar Jones com um leve sotaque irlandês veio dele mesmo. John Malkovich se juntou à produção em outubro de 2007 como o reverendo Gustav Briegleb. Eastwood escalou Malkovich contra o tipo, pois sentiu que isso traria "um sombreamento diferente" ao personagem. Jason Butler Harner interpreta Gordon Stewart Northcott, a quem Harner descreveu como "uma pessoa horrivelmente maravilhosa". Ele disse que Northcott acredita que compartilha uma conexão com Collins devido ao fato de ambos estarem nas manchetes: "Aos olhos dele, eles são almas gêmeas". Harner conseguiu o papel após uma audição gravada. A diretora de elenco Ellen Chenoweth explicou que Eastwood escolheu Harner em vez de atores mais conhecidos que queriam o papel porque Harner exibia "mais profundidade e variedade" e era capaz de projetar "uma leve loucura" sem evocar Charles Manson. Eastwood ficou surpreso com a semelhança entre Northcott e Harner, dizendo que eles se pareciam "muito" quando Harner estava maquiado.
Assim como Harner fez para o papel de Northcott, Amy Ryan fez o teste via fita gravada para o papel de Carol Dexter. Ela citou a filmagem de uma cena de luta durante a qual Eastwood mostrou a ela "como dar um soco no cinema" como seu momento favorito da produção. Michael Kelly interpreta o detetive Lester Ybarra, que é uma composição de várias pessoas do registro histórico. Kelly foi escolhido com base em uma audição gravada; ele trabalhou em conflitos de agendamento com a série de televisão Generation Kill, que estava filmando na África ao mesmo tempo. Geoff Pierson interpreta Sammy Hahn, um advogado de defesa conhecido por aceitar casos de alto perfil. Ele representa Collins e, ao fazê-lo, planta as sementes para reverter as internações do "Código 12", usadas pela polícia para prender ou internar as pessoas consideradas difíceis ou inconvenientes. O Código 12 foi freqüentemente usado para prender mulheres sem o devido processo legal. Colm Feore interpreta o chefe de polícia James E. Davis, cuja história de fundo foi alterada em relação à de seu homólogo histórico. Reed Birney interpreta o prefeito George E. Cryer; Denis O'Hare interpreta o Doutor Jonathan Steele, do hospital psiquiátrico; Gattlin Griffith interpreta Walter Collins; e Devon Conti interpreta seu suplantador, Arthur Hutchins. Eddie Alderson interpreta o sobrinho e cúmplice de Northcott, Sanford Clark.

### Filmagens

#### Locações e design

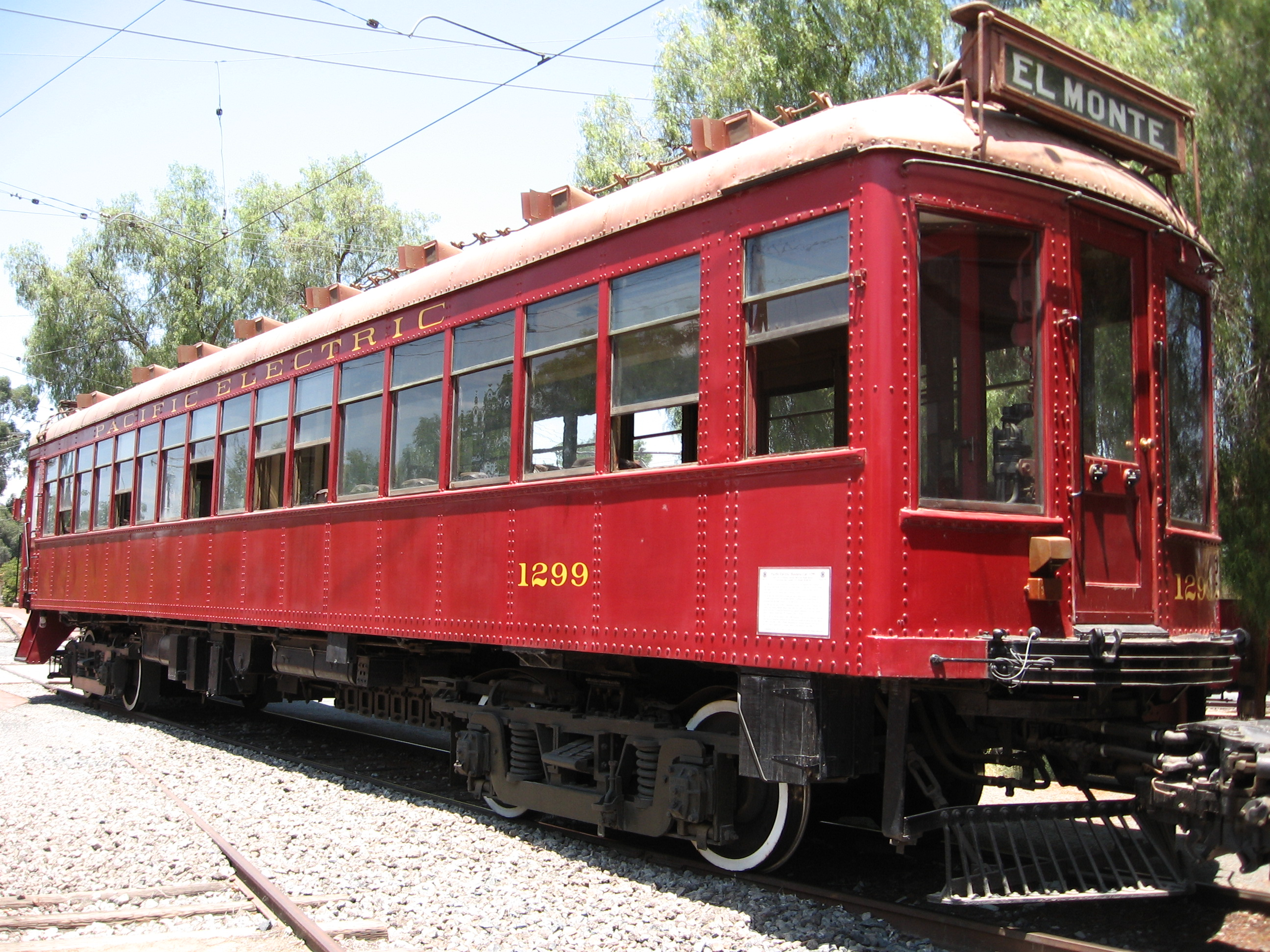
A produção usou duas réplicas de bondes da Pacific Electric Railway de Los Angeles em algumas cenas. A equipe de efeitos visuais adicionou mais bondes às tomadas de fundo.

James J. Murakami supervisionou o design de produção. A pesquisa de localização revelou que muitos dos prédios mais antigos de Los Angeles haviam sido demolidos, incluindo todo o bairro onde Collins morava. As áreas suburbanas em San Dimas, San Bernardino e Pasadena dobraram para a década de 1920 em Los Angeles. O distrito da Cidade Velha de San Dimas representava o bairro de Collins e alguns locais adjacentes. Murakami disse que a Cidade Velha foi escolhida porque muito pouco mudou desde a década de 1920. O local foi usado tanto para cenas internas quanto externas; a equipe decorou a área com uma paleta de cores suaves para evocar sentimentos de conforto. Para algumas tomadas externas, eles renovaram propriedades abandonadas em bairros de Los Angeles que ainda possuíam arquitetura dos anos 1920. A equipe montou o terceiro andar do Park Plaza Hotel em Los Angeles em uma réplica das câmaras do Conselho da Cidade de Los Angeles dos anos 1920.
O Santa Fe Depot de 1918 em San Bernardino foi o local usado para rodar a reunião de Collins com o falso "Walter". Uma pequena fazenda nos arredores de Lancaster, Califórnia serviu de ambientação para o racho Wineville; a equipe recriou todo o rancho, usando como referência fotos de jornais de arquivo e visitas ao rancho verdadeiro para ter uma ideia da topografia e do layout a serem utilizados. Steve Lech, presidente da Riverside Historical Society, foi contratado como consultor e acompanhou a equipe em suas visitas.
Foram fornecidos cerca de 150 carros antigos, fabricados de 1918 a 1928, de colecionadores do sul da Califórnia. Em alguns casos, os carros estavam em tão boas condições que a produção os modificou para faze-los parecerem mais usados; eles borrifaram poeira e água na carroceria e para "envelhecer" alguns veículos e aplicaram um revestimento que simulava ferrugem e arranhões. A equipe de efeitos visuais retocou as tomadas da prefeitura de Los Angeles (cuja construção foi concluída originalmente em 1928) para remover o desgaste e a arquitetura circundante mais recente. A figurinista Deborah Hopper pesquisou antigos catálogos de lojas de departamentos da Sears, edições antigas da revista Life e anuários do ensino médio para garantir que os trajes fossem historicamente precisos. Hopper adquiriu roupas da década de 1920 para até 1.000 pessoas; isso foi difícil porque os tecidos da época não eram resistentes. Ela encontrou roupas de lã afiadas para os policiais. O estilo das mulheres de todas as classes era vestir-se de forma a criar uma silhueta de menino, usando vestidos de cintura baixa, chapéus clochê (que complementavam penteados curtos), casacos de pele e luvas de tricô. Jolie disse que os figurinos que sua personagem Collins usava eram parte integrante de sua abordagem à personagem. Hopper consultou historiadores e pesquisou imagens de arquivo de Collins para replicar seu visual. Hopper vestiu Jolie em cinzas e marrons austeros com luvas de tricô, saias de sarja de lã acompanhando blusas de algodão, sapatos Mary Jane, corpetes de crochê e joias Art Déco. Nas sequências da década de 1930 no final do filme, os figurinos de Jolie se tornam mais torneados e femininos, com uma costura decorativa ao redor da cintura que era popular na época.

#### Fotografia principal
As filmagens tiveram início em 15 de outubro de 2007, terminando dois dias antes do cronograma previsto de 45 dias, em 14 de dezembro. A Universal Pictures forneceu um orçamento de US$ 55 milhões para o filme. O filme foi o primeiro de Eastwood a ser feito por outro estúdio diferente da Warner Bros. desde Poder Absoluto (1997). As tomadas ocorreram principalmente no backlot da Universal Studios em Los Angeles. No local, foram rodadas cenas da New York Street e a Tenement Street, localizadas no centro da cidade de Los Angeles. A verdadeira Tenement Street também serviu de ambientação para o exterior do apartamento da irmã de Northcott em Vancouver; os efeitos visuais adicionaram detalhes da cidade ao fundo. A produção também usou o backlot da Warner Bros. em Burbank, Califórnia.
Eastwood tinha claras lembranças de infância da Los Angeles dos anos 1930 e tentou recriar vários detalhes no filme: a prefeitura, na época um dos prédios mais altos da cidade; o centro da cidade, que era um dos mais movimentados do mundo; e a companhia de bondes Pacific Electric Railway "em perfeito funcionamento", cujos icônicos bondes vermelhos aparecem em duas cenas. A produção usou duas réplicas de bondes funcionando para essas tomadas, com efeitos visuais empregados para gerar mais bondes ao fundo.

"Um dia estávamos filmando uma cena em que eles [Collins e Briegleb] falavam sobre o caso dela... Começamos a filmar às 9h30 e eram sete ou oito páginas, o que geralmente é um dia de dezoito horas. Por volta das 14h30, ele [Eastwood] disse: 'Este almoço é um embrulho'... Já fiz cerca de cem filmes e essa é certamente uma frase que nunca ouvi em toda a minha vida".

—John Malkovich discute o famoso estilo de direção econômica de Eastwood, que se estendeu nos bastidores de A Troca.
Eastwood é conhecido por suas filmagens econômicas; seu operador de câmera regular, Steve Campanelli, indicou que o ritmo acelerado dos filmes de Eastwood (além de sua direção íntima e quase sem palavras) também apareceram durante as filmagens de A Troca. Eastwood limitou os ensaios e as tomadas para obter performances mais autênticas. Jolie declarou: "Você tem que juntar suas coisas e se preparar porque ele não demora... Ele espera que as pessoas venham preparadas e continuem com seu trabalho normalmente". Campanelli às vezes tinha que dizer a Jolie o que Eastwood queria de uma cena, já que o diretor falava baixo demais. Para fornecer verossimilhança a certas cenas, Eastwood às vezes pedia a Jolie que as interpretasse em silêncio, como se fosse apenas para ele. Ao mesmo tempo, pedia ao operador de câmera que começasse a filmar discretamente, sem que Jolie visse.
Malkovich observou a direção de Eastwood como uma "redefinição econômica", dizendo que Eastwood estava quieto e não usava as frases "ação" ou "corta". Ele disse: "Alguns [diretores], como Clint Eastwood ou Woody Allen, realmente não gostam de ser torturados por um milhão de perguntas. Eles contratam você já achando que você sabe o que é pra fazer nas cenas... E por mim está tudo bem!" Ryan também notou a calma do set de filmagens, observando que suas experiências trabalhando com o diretor Sidney Lumet em 100 Centre Street e Before the Devil Knows You're Dead foram úteis devido ao fato de Lumet compartilhar a preferência de Eastwood de filmar um pequeno número de tomadas.
Donovan disse que Eastwood raramente lhe deu instruções além de "ir em frente", e que Eastwood nem mesmo comentou sobre sua decisão de interpretar Jones com um leve sotaque irlandês: "Os atores são inseguros e querem elogios, mas ele não está lá para elogiá-lo ou fazer você se sentir melhor... Tudo o que ele tem que fazer é contar a história e contratar atores para ajudar a contar a história dele". O técnico de iluminação Ross Dunkerley disse que muitas vezes teve que trabalhar em uma cena sem ter visto um ensaio: "As chances são de que falaremos sobre as cenas apenas por um minuto ou dois para depois a executarmos".
A edição original do filme tinha quase três horas de duração; para chegar aos 141 minutos finais, Eastwood cortou várias cenas da primeira parte do filme para concluir a história de Collins mais cedo. Para melhorar o ritmo, ele também cortou cenas focadas no reverendo Briegleb. Eastwood deixou deliberadamente o final do filme ambíguo para refletir o destino incerto de vários personagens da história. Ele disse que embora algumas histórias visassem encontrar um final para o filme, ele preferia deixar A Troca em aberto.

#### Cinematografia
A Troca foi o sexto filme em que o diretor de fotografia Tom Stern trabalhou com Eastwood. Apesar da paleta suave, o filme é mais colorido do que algumas produções anteriores da dupla. Stern fez referência a um grande livro de imagens de época. Ele tentou evocar o trabalho de Conrad Hall no filme The Day of the Locust (ambientado na Grande Depressão), bem como igualar o que chamou de "magreza" do visual de Mystic River. Stern disse que o desafio era tornar A Troca o mais simples possível de filmar. Para focar mais na atuação de Jolie, ele tendia a evitar o uso de iluminação de preenchimento. Eastwood não queria que os flashbacks do rancho de Northcott fossem muito parecidos com um filme de terror, então ele evitou imagens gráficas em favor de retratar os assassinatos dos garotos através de sombras.
Stern rodou A Troca no formato anamórfico em filme de 35 mm usando estoques de filmes Kodak Vision 500T 5279. O filme foi rodado em câmeras Panavision e lentes C-Series. Devido ao grande número de sets, os equipamentos de iluminação eram mais extensos do que em outras produções de Eastwood até então. A equipe fez vários tetos com telhas de musselina branqueada. Stern iluminou os azulejos de cima para produzir uma luz suave e quente que pretendia evocar o período dos anos 20 através de tons variados da cor sépia. A equipe separou os ladrilhos usando tecido de segurança contra incêndio Duvatyn para evitar que a luz se espalhasse nos aglomerados vizinhos. A luz principal era geralmente mais suave para combinar com os tons quentes emitidos pelas luzes superiores. Stern usou skypans mais fortes (mais intensos do que o comumente usado para a iluminação principal) para reduzir os contrastes ao aplicar efeitos de chuva diurna, pois uma única fonte de luz tendia a produzir sombras mais fortes.
Várias cenas foram iluminadas usando IHM regulável com luzes de tungstênio instaladas em balões de iluminação. Essa configuração permitiu que Stern "discasse" a cor que desejava, pois a mistura de tons das luminárias de tungstênio, paredes de madeira e luz natural dificultava a iluminação das cenas usando HMIs ou luz natural exclusivamente. Stern disse que a configuração do período teve pouco efeito geral em suas escolhas de iluminação porque o visual foi aplicado principalmente no design de produção e durante o intermediário digital (DI), a manipulação digital de cor e iluminação de pós-produção. A Thomson S. A. realizou os trabalhos de DI. Stern supervisionou a maior parte do trabalho por meio de imagens de referência enviadas por e-mail, pois estava na Rússia gravando outro filme na época. Perto da conclusão do trabalho, ele também esteve presente no laboratório da Thomson para a aplicação dos retoques finais.

### Efeitos visuais

#### Visão geral

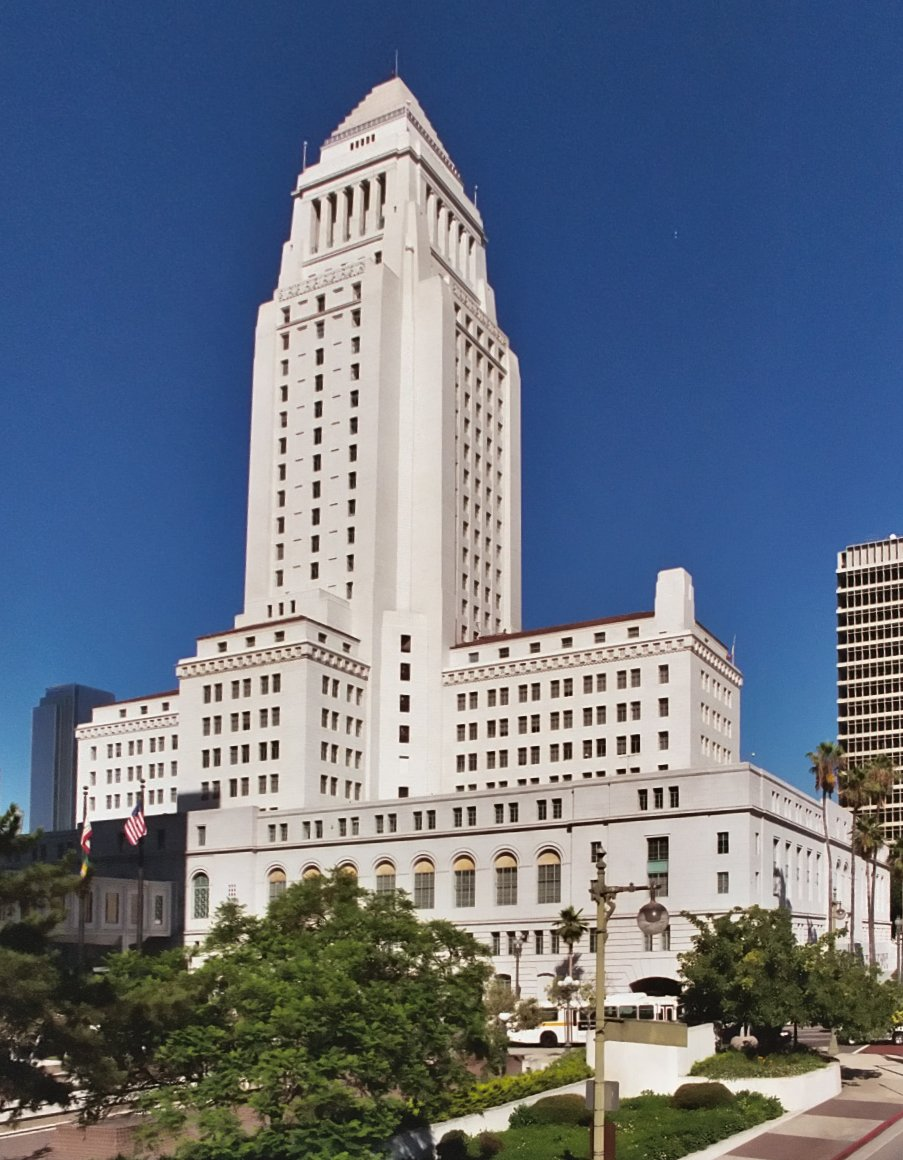
As cenas do lado de fora do Los Angeles City Hall foram retocadas pela equipe de efeitos especiais para fazer o prédio parecer novo.

As empresas CIS Vancouver e Pac Title criaram a maioria dos efeitos visuais, sob a supervisão geral de Michael Owens. O trabalho da CIS foi liderado por Geoff Hancock e o da Pac Title por Mark Freund. Cada estúdio criou cerca de noventa tomadas. A Pac Title focou principalmente em imagens 2D; A Vicon House of Moves cuidou da captura de movimento. O trabalho de efeitos visuais consistia principalmente em acréscimos periféricos: arquitetura, veículos, multidões e objetos móveis. A CIS usou o pacote de modelagem 3D Maya para animar cenas da cidade antes de renderizá-las em mental ray; eles geraram técnicas de matte painting utilizando o Autodesk Softimage e empregaram o software Digital Fusion para algumas fotos 2D. O trabalho da equipe de efeitos começou com uma pesquisa sobre o ano de 1928 em Los Angeles; eles referenciaram fotografias históricas e dados sobre a densidade populacional do núcleo urbano da época. A CIS teve que gerar principalmente novos modelos de texturas e captura de movimento porque o catálogo de efeitos existente da empresa consistia principalmente de elementos da era moderna; o estúdio complementou os exteriores com horizontes e cenários detalhados. A CIS também criou os quarteirões da cidade usando elementos compartilhados da arquitetura da época que poderiam ser combinados, reorganizados e repostos para formar edifícios de diferentes larguras e alturas; dessa forma, a cidade poderia parecer diversa com um mínimo de variação de textura. A CIS usou como referência fotografias aéreas antigas do centro de Los Angeles para que as fotos refletissem melhor a geografia da cidade, pois Hancock achava importante ter uma consistência que permitisse ao público entender e mergulhar no ambiente.
Para manter o ritmo de filmagem rápido que Eastwood exigia, Owens optou por evitar principalmente o uso da tecnologia de tela azul, pois o processo pode ser demorado e difícil de iluminar. Em vez disso, ele usou rotoscopia, o processo pelo qual os efeitos são desenhados diretamente nas cenas de ação ao vivo. A rotoscopia é mais cara do que a tela azul, mas a técnica provou ser confiável para Eastwood quando ele fez uso extensivo dela em Flags of Our Fathers (2006) para evitar fotografar contra a tela azul no topo de uma montanha. Para Owens, a iluminação era melhor e ele considerava a rotoscopia "mais rápida, fácil e natural". Owens usou a tela azul em apenas alguns locais, como nas extremidades das ruas secundárias, onde não afetaria a iluminação. O backlot da Universal Studios foi usado para tantos filmes que Owens achou importante disfarçar a arquitetura familiar o máximo possível, então alguns edifícios de primeiro plano e de meia distância foram trocados. Uma de suas tomadas de efeitos favoritas foi uma cena em que Collins sai de um táxi em frente à delegacia. A cena foi filmada quase inteiramente em tela azul; apenas Jolie, a calçada, o táxi e um figurante eram reais. A tomada completa apresenta toda a gama de técnicas de efeitos usadas no filme: extras digitais em primeiro plano, extensões de cenário e veículos gerados por computador.

#### Sequência final

Na cena final, a perspectiva se eleva lentamente para abranger a cena da cidade. A sequência foi introduzida para dar ao público um espaço para reflexão emocional depois que as versões anteriores do filme terminaram com um lento fade out. Os bondes, trilhos, linhas de energia e outros objetos extras foram gerados por computador. Os edifícios à distância foram criados digitalmente com matte painting.

A sequência final de A Troca reflete a esperança renovada de Collins de que Walter esteja vivo. A cena é uma sequência de dois minutos e meio mostrando Collins se afastando da câmera e se perdendo na multidão, enquanto os créditos finais são iniciados. A sequência é representativa da gama de efeitos que aparecem ao longo do filme; a própria Los Angeles é apresentada como um elemento importante, trazida à vida por imagens periféricas discretas que permitem ao espectador se concentrar na história e nas pistas emocionais. A "agitação" da sequência foi necessária para transmitir que o centro de Los Angeles em 1935 era um centro urbano congestionado. Na cena final, a câmera se inclina para revelar centenas de metros de quarteirões da cidade, pedestres nas ruas, carros passando e bondes correndo ao longo de seus trilhos. A versão do filme exibido no Festival de Cannes não incluiu esta sequência; a cena escureceu quando Collins se afastou. A nova tomada de 4.000 quadros foi ideia de Owens pois ele sentiu que um corte abrupto para preto puxaria o espectador para fora do filme muito rapidamente e não deixaria espaço para uma reflexão emocional. Owens disse: "Há uma lenda no final antes dos créditos. A lenda fala sobre o que aconteceu depois do fato e acho que você precisa engolir isso por alguns momentos com o visual ainda com você". Owens disse a Eastwood que o filme deveria terminar como Chinatown (1974), em que a câmera se levanta para capturar a cena: "A câmera dispara e ela se afasta de nós em uma cena muito emocionante e comovente no final, se afasta para apresentar a massa de pessoas e tráfego. É muito esperançoso e triste ao mesmo tempo".
Owens não teve tempo de terminar a filmagem antes das exibições em Cannes, mas depois usou o software cineSync para conduzir a maior parte do trabalho em casa. A cena inclui dois blocos de edifícios gerados por computador que se distanciam de uma extensão do centro da cidade. Conforme Collins desaparece no meio da multidão cerca de um minuto após o início da cena, a filmagem ao vivo gradualmente se junta a mais trabalho digital. Os bondes, trilhos e linhas de energia foram todos gerados por computador. Extras de ação ao vivo aparecem no primeiro minuto da cena antes de serem substituídos por digitais. Owens realizou a cena primeiro construindo o primeiro plano digital em torno da filmagem de ação ao vivo. Depois adicionou o fundo antes de preencher a cena com veículos e pessoas.

### Música
Eastwood compôs a partitura de A Troca utilizando influências do jazz. Apresentando toques suaves de piano e cordas cadenciadas, a trilha permanece bastante discreta ao longo do filme. A introdução de instrumentos de sopro evoca o filme a um estilo noir, tocando no cenário do filme em uma cidade controlada por policiais corruptos. O tema muda do piano para uma orquestra completa e, conforme a história se desenvolve, as cordas se tornam mais imponentes, com um número crescente de sustentações e subidas. Eastwood apresenta uma trilha mais violenta e assustadora durante os flashbacks de assassinato das crianças. A partitura foi orquestrada e conduzida por Lennie Niehaus, sendo lançada em CD na América do Norte em 4 de novembro de 2008, através da gravadora Varèse Sarabande.

## Temas

### Impotência feminina
A Troca começa com um sequestro, mas evita enquadrar a história como um drama familiar para se concentrar no retrato de uma mulher cujo desejo de independência é visto como uma ameaça à sociedade dominada pelos homens. O filme retrata a década de 1920 em Los Angeles como uma cidade em que o julgamento dos homens tem precedência; as mulheres são rotuladas como "histéricas e não confiáveis" e nem mesmo ousam questionar isso. Em vez de "uma expressão de consciência feminista", David Denby argumenta que o filme, assim como Million Dollar Baby (também de Eastwood), é "um caso de respeito por uma mulher que era forte e duradoura". O retrato de uma mulher vulnerável cujo estado mental é manipulado pelas autoridades foi comparado ao tratamento da personagem de Ingrid Bergman em Gaslight (1944), que também se perguntou se ela poderia ser louca; Eastwood citou fotos que mostram Collins sorrindo com a criança que ela sabia que não era dela.
Como muitas outras mulheres do período que foram consideradas perturbadoras, Collins é forçada à custódia secreta de uma instituição mental. O filme mostra que a psiquiatria era uma grande ferramenta na política de gênero da época, que só foi abolida apenas alguns anos depois que o sufrágio feminino nos Estados Unidos foi garantido pela ratificação da Décima Nona Emenda. À medida que as mulheres deixavam de ser cidadãs de segunda classe e começavam a afirmar sua independência, o establishment masculino usava as instituições psiquiátricas em um esforço para enfraquecê-las; em comum com outras mulheres incontroláveis, Collins é submetida a tratamento médico destinado a quebrar seu espírito e obrigar a obediência, embora alguns dos tratamentos, especificamente a terapia eletroconvulsiva retratada no filme, não existissem entre os anos de 1928 a 1930. O filme cita o testemunho do psiquiatra que tratou de Collins. Eastwood disse que o depoimento evidenciou como as mulheres eram pré-julgadas e que o comportamento da polícia refletia como as mulheres eram vistas na época; ele citou as palavras do oficial que enviou Collins para o hospital psiquiátrico: "Algo está errado com você. Você é uma mulher independente". Clint Eastwood disse: "A sociedade da época não poderia aceitar [isso]".

### Corrupção nas hierarquias políticas
As noções românticas da década de 1920 como um período mais inocente são postas de lado em favor de retratar Los Angeles como governada por uma infraestrutura política despótica, mergulhada em corrupção sistemática e sádica em todo o governo da cidade, força policial e estabelecimento médico. Além de ser um drama kafkiano sobre a busca por uma criança desaparecida, o filme também enfoca questões relevantes para a era moderna. Eastwood observou uma correlação entre a corrupção da década de 1920 em Los Angeles e a da era moderna, manifestada nos egos de uma força policial que pensa que não pode estar errada e na maneira como organizações poderosas justificam o uso da corrupção. "[O] departamento de polícia de Los Angeles de vez em quando parece entrar em um período de corrupção", disse ele, "aconteceu mesmo nos últimos anos... então foi bom comentar [sobre isso] voltando a eventos reais em 1928". Eastwood disse que Los Angeles sempre foi vista como "glamourosa", mas ele acreditava que nunca houve uma "era de ouro" na cidade. Em A Troca, essa dissonância se manifesta nas ações de Arthur Hutchins, que viaja para a cidade na esperança de conhecer seu ator favorito; Eastwood disse que, dada a corrupção que a história cobre, a ingenuidade de Hutchins parecia "bizarra". Como uma lição de ativismo democrático, o filme mostra o que é preciso para provocar as pessoas a falarem contra uma autoridade sem controle, não importando as consequências. O crítico de cinema Richard Brody, do jornal The New Yorker, disse que isso soou tão verdadeiro para a Los Angeles de 1928 quanto para a Polônia em 1980 ou o Paquistão em 2008. O filme retrata o chefe de polícia James E. Davis dizendo: "Iremos trazer a justiça contra os criminosos nas ruas de Los Angeles. Eu quero que eles sejam trazidos mortos, e não vivos, e repreenderei qualquer policial que demonstrar misericórdia para qualquer criminoso".

### Crianças e violência
Eastwood já havia lidado com temas de perigo infantil em Um Mundo Perfeito (1993) e Mystic River (2003). A Troca é uma peça temática que acompanha Mystic River, que também retratava uma comunidade contaminada por um ato violento e isolado contra uma criança, uma comparação com a qual Eastwood concordou. O diretor chegou a dizer que mostrar uma criança em perigo era "a mais alta forma de drama que você pode ter", já que os crimes contra elas eram geralmente os mais horríveis. Eastwood explicou que crimes contra crianças representavam um roubo de vidas e inocência. Ele disse: "Quando [um crime] vem tão grande quanto este, você questiona a humanidade. Nunca deixa de me surpreender o quão cruel o ser humano pode ser". Samuel Blumenfeld, crítico do jornal francês Le Monde, disse que a cena da execução de Northcott por enforcamento foi "insuportável" devido à sua atenção aos detalhes; ele acreditava que era um dos argumentos mais convincentes contra a pena de morte imaginável. Eastwood observou que, para um defensor da pena de morte, Northcott era o candidato ideal e que, em um mundo perfeito, a pena de morte poderia ser uma punição apropriada para tal crime. Ele disse que crimes contra crianças estariam no topo de sua lista de justificativas para a pena de morte, mas que, seja a favor ou contra a pena capital, a barbárie das execuções públicas deve ser reconhecida. Eastwood argumentou que, ao colocar o culpado diante das famílias de suas vítimas, a justiça pode ser feita, mas depois de tal espetáculo, a família acharia difícil encontrar a paz. O realismo da cena foi deliberado: é possível ouvir o pescoço de Northcott quebrando, ver seu corpo balançando e seus pés tremendo. A intenção de Eastwood era tornar a cena insuportável de assistir.

## Lançamento

### Estratégia

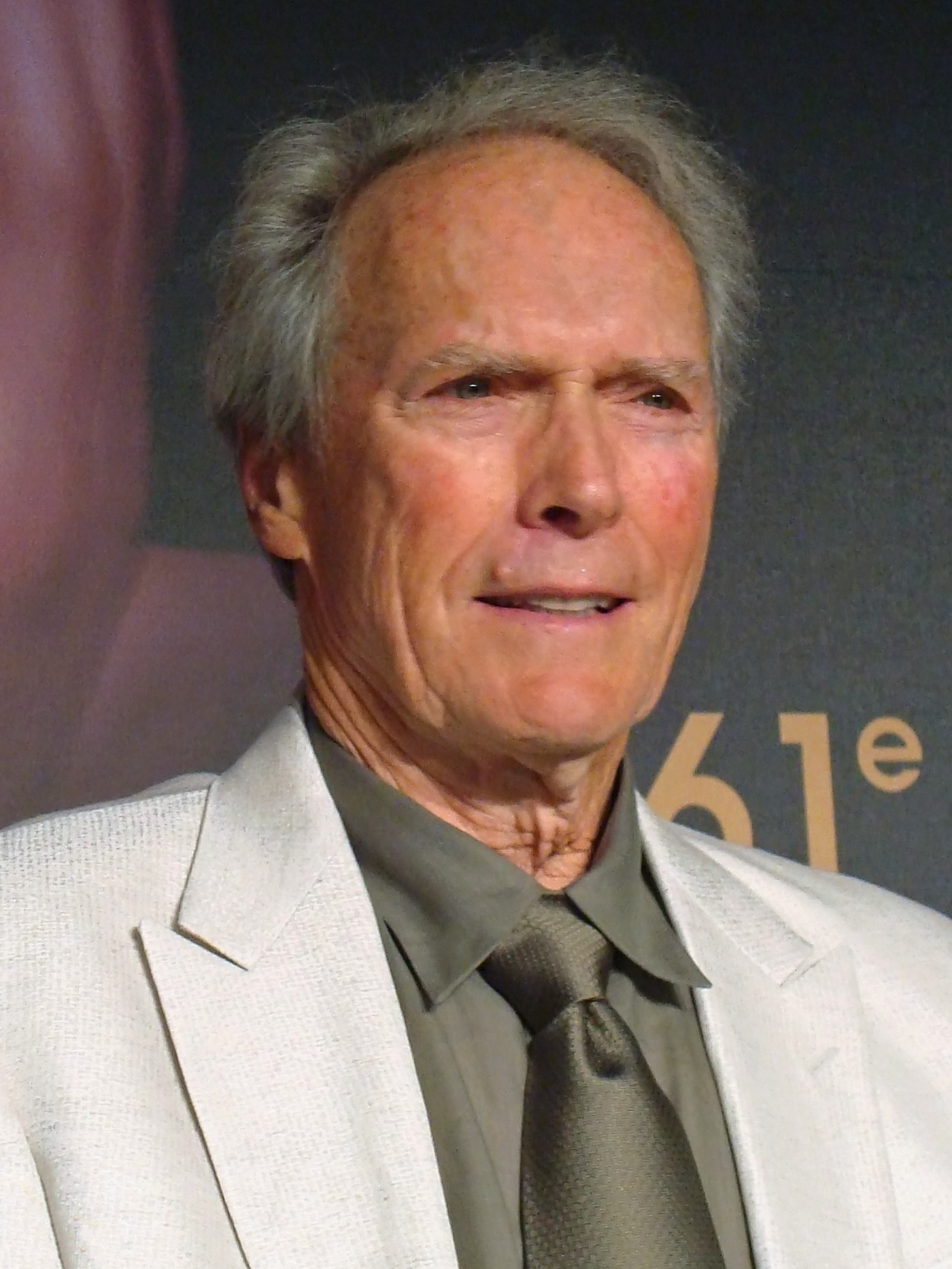
O diretor Clint Eastwood participando de um evento para o filme no Festival de Cinema de Cannes de 2008.

A Troca estreou em competição no 61º Festival de Cinema de Cannes em 20 de maio de 2008. O filme foi o quinto de Eastwood a entrar em competição no festival. A aparição do diretor em Cannes não fazia parte do plano de lançamento original. Os executivos da Universal esperavam ansiosamente pelo festival sem a preocupação associada à exibição de um filme, até que Eastwood decidiu por conta própria ir até Cannes para promover A Troca. O diretor ficou satisfeito com o sucesso comercial e de crítica que se seguiu à aparição de Mystic River no festival em 2003 e queria gerar o mesmo "burburinho positivo" para A Troca. O filme ainda se encontrava em pós-produção uma semana antes do início do festival. O filme apareceu no 34º Deauville American Film Festival, realizado de 5 a 14 de setembro de 2008, e teve sua estreia na América do Norte em 4 de outubro de 2008 como peça central do 46º Festival de Cinema de Nova Iorque, tendo sua exibição realizada no Ziegfeld Theatre.
Os produtores e a Universal consideraram abrir A Troca amplamente em seu primeiro fim de semana para capitalizar um eventual sucesso de bilheteria que a participação de Angelina Jolie poderia render, mas no final das contas eles repetiram o plano de lançamento de outros filmes dirigidos por Eastwood, Mystic River em particular. Embora a estratégia usual seja abrir filmes de diretores notáveis em todas as grandes cidades dos Estados Unidos para garantir uma grande bilheteria de abertura, no que a indústria chama de "lançamento de plataforma", os filmes de Eastwood geralmente abrem em um pequeno número de cinemas antes de estrear em larga escala uma semana depois. A Troca foi lançado em quinze cinemas em nove mercados nos Estados Unidos em 24 de outubro de 2008. A estratégia de marketing envolvia trailers que promoviam o envolvimento de Eastwood e os elementos de suspense de mistério mais comerciais da história. A Universal esperava que o lançamento limitado capitalizasse o bom apoio boca a boca de "fãs sérios de cinema", em vez daqueles da faixa demográfica de dezoito a 25 anos. O filme foi lançado comercialmente na América do Norte em 31 de outubro de 2008, sendo exibido em 1.850 cinemas, expandindo para 1.896 cinemas em sua quarta semana. O filme foi lançado no Reino Unido em 26 de novembro de 2008, na Irlanda em 28 de novembro de 2008 e na Austrália em 5 de fevereiro de 2009.

### Desempenho comercial

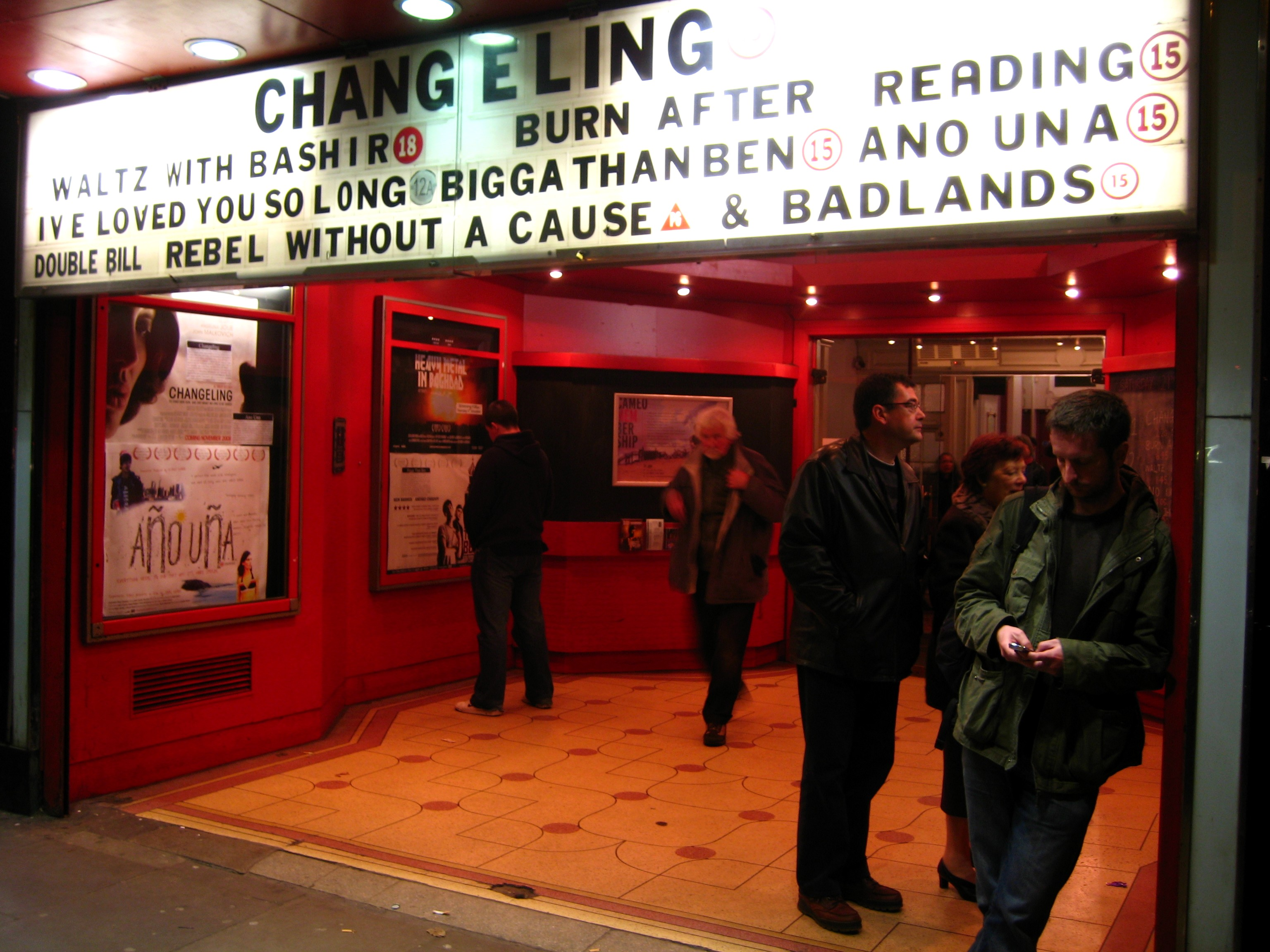
Cinema em Edimburgo, Escócia, com o filme em cartaz.

A Troca teve um desempenho modesto nas bilheterias, arrecadando mais internacionalmente do que na América do Norte. A receita bruta mundial do filme foi de US$ 113 milhões. O lançamento americano limitado do filme arrecadou US$ 502.000, uma média US$ 33.441 por sala, nos primeiros dois dias de exibição. As pesquisas do CinemaScore realizadas durante o fim de semana de abertura revelaram que a nota média que os espectadores deram para A Troca foi "A−" em uma escala de "A+" a "F". A maioria do público que assistiu o filme nos cinemas estadunidenses era em sua maioria mais velho; 68% tinham mais de 30 anos e 61% eram mulheres. As avaliações do público de "excelente" e "definitivamente recomendado" ficaram acima da média. As principais razões apontadas para ver o filme foram sua história (65%), a participação de Angelina Jolie (53%), a direção de Clint Eastwood (43%) e que a produção foi baseada em fatos reais (42%). O filme arrecadou US$ 2,3 milhões em seu primeiro dia de lançamento amplo, ficando em quarto lugar nas bilheterias do seu primeiro fim de semana com US$ 9,4 milhões, obtendo uma média por sala de US$ 5.085. Tal valor superou as expectativas da Universal para aquele fim de semana. A ligação de A Troca com o Inland Empire, o local dos assassinatos de Wineville, gerou interesse local adicional, fazendo com que o filme superasse a bilheteria nacional em 45% no fim de semana de estreia. O filme também teve um desempenho considerado bom pela Universal em seu segundo fim de semana de lançamento, embora tenha caído sua receita em 22% em comparação a semana anterior, arrecadando US$ 7,3 milhões. Já na quarta semana, A Troca caiu para o quinto lugar nas bilheterias, arrecadando US$ 27,6 milhões no total. Em sua sexta semana em  cartaz, o número de cinemas onde o filme estava sendo exibido diminuiu para 1.010 o que fez com que A Troca saísse do top 10 de maiores bilheterias internas. O filme completou sua exibição teatral na América do Norte em 8 de janeiro de 2009, tendo ganho US$ 35,7 milhões no total.
A Troca fez sua estreia internacional em quatro mercados europeus de 12 a 14 de novembro de 2008, estreando em 727 cinemas com bons resultados. Ajudado por uma reação crítica positiva local, o filme arrecadou US$ 1,6 milhão na Itália de 299 cinemas (uma média por sala de US$ 5.402), e US$ 209.000 sendo exibido em 33 telas na Bélgica. O filme teve um início mais fraco na França, mas melhorou ao arrecadar US$ 2,8 milhões de 417 cinemas em seus primeiros cinco dias, terminando o fim de semana em segundo lugar nas bilheterias daquele país. Na segunda semana na França, o filme viu sua bilheteria cair 27%, obtendo um total bruto de US$ 5,4 milhões. Até o dia 23 de novembro de 2008, A Troca havia arrecadado US$ 8,6 milhões fora da América do Norte. No fim de semana de 28 a 30 de novembro, o filme conseguiu faturar US$ 4,4 milhões de 1.040 cinemas pelo mundo; isso incluiu sua expansão para o Reino Unido, onde estreou em terceiro lugar nas bilheterias, arrecadando US$ 1,9 milhão em 349 cinemas. O filme ganhou US$ 1,5 milhão do fim de semana de três dias, mas o total foi impulsionado pela estreia do filme dois dias antes para evitar a competição das prévias de Madagascar: Escape 2 Africa. A renda do filme no Reino Unido marcou a melhor abertura de qualquer filme dirigido por Eastwood naquele país até então. Em sua segunda semana de lançamento no Reino Unido, o filme obteve uma queda de 27% em sua receita, arrecadando US$ 1,1 milhão. A Troca ganhou US$ 7,6 milhões na Irlanda e no Reino Unido em seu final de circuito.
O lançamento de A Troca em outros mercados europeus continuou ao longo de dezembro de 2008. Em 8 de dezembro, o filme estreou em 1.167 cinemas em nove mercados, com uma receita bruta internacional de US$ 19,1 milhões. O próximo lançamento internacional significativo do filme veio na Espanha em 19 de dezembro de 2008, onde estreou em primeiro lugar nas bilheterias com US$ 2 milhões em 326 cinemas. Este número marcou a melhor abertura para um filme dirigido por Eastwood no país até então; depois de seis semanas, ganhou US$ 11 milhões. Em janeiro de 2009, os principais mercados em que o filme estreou incluíram Alemanha, Coreia do Sul e Rússia. Na Alemanha, estreou em nono lugar nas bilheterias com US$ 675.000 em 194 cinemas. Na Coreia do Sul, o filme teve uma estreia "sólida" de US$ 450.000 em 155 cinemas. Na Rússia, estreou em oitavo lugar com US$ 292.000 em 95 cinemas. Em 26 de janeiro de 2009, o filme arrecadou US$ 47,2 milhões de 1.352 cinemas internacionais. Ajudado pelo forte apoio boca a boca, o lançamento australiano de A Troca rendeu US$ 3,8 milhões em 74 telas após oito semanas. O filme estreou no Japão em 20 de fevereiro de 2009, onde liderou as bilheterias na primeira semana com US$ 2,4 milhões em 301 telas. Após seis semanas, havia arrecadado US$ 12,8 milhões no país. O último grande lançamento do filme no mercado internacional foi no México em 27 de fevereiro de 2009, onde arrecadou US$ 1,4 milhão. A receita bruta internacional foi de US$ 77,3 milhões.

### Home media
O filme foi lançado em Blu-ray Disc, DVD e vídeo sob demanda na América do Norte em 17 de fevereiro de 2009, e no Reino Unido em 30 de março de 2009. Após sua primeira semana de lançamento, A Troca ficou em quarto lugar na parada de vendas de DVD com 281.000 unidades vendidas por US$ 4,6 milhões; em sua quarta semana de lançamento, o filme saiu do top 10, tendo arrecadado US$ 10,1 milhões. Considerando as vendas mais recentes, o filme já comercializou 762.000 unidades, gerando um pouco mais de doze milhões de dólares de lucro.

## Recepção

### Resposta da crítica

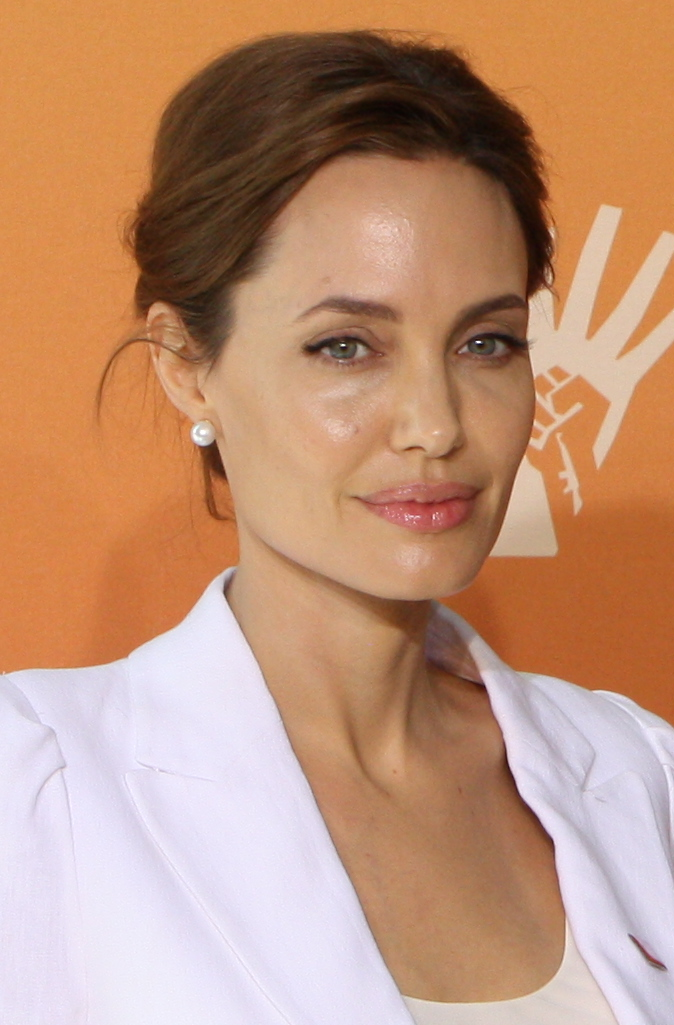
Angelina Jolie foi aclamada pela crítica por sua atuação no filme como Christine Collins, recebendo uma indicação ao Óscar de Melhor atriz.

A exibição do filme em Cannes foi aclamada pela crítica, gerando especulações de que a produção poderia receber a Palma de Ouro (o prêmio acabou indo para Entre les murs). O roteirista do filme J. Michael Straczynski afirmou que a derrota de A Troca por dois votos foi devido ao fato de os juízes não acreditarem que a história fosse baseada em fatos reais. Ele argumentou que ninguém do júri acreditava que a polícia trataria alguém como tratou Collins. Embora as críticas positivas de Cannes tenham gerado especulações de que o filme seria um candidato sério ao Oscar de 2009, o lançamento nos cinemas norte-americanos teve uma resposta mais mista. Em junho de 2020, o filme detinha um índice de aprovação de 62% no agregador de resenhas online Rotten Tomatoes, com base em 210 resenhas críticas, obtendo uma classificação média de 6,3/10: o consenso crítico do site afirma: "Belamente filmado e bem atuado, A Troca é uma história convincente que infelizmente cede à convenção com muita frequência". O Metacritic, que atribui uma média ponderada de classificação às críticas dos filmes, relatou uma pontuação de 63/100 com base em 38 críticas para A Troca, indicando "avaliações geralmente favoráveis". A recepção do filme em vários países europeus foi muito mais favorável, com 83% dos críticos do Rotten Tomatoes do Reino Unido dando ao filme uma crítica positiva.
Todd McCarthy, da revista Variety, disse que Angelina Jolie foi mais comovente do que em A Mighty Heart (2007) porque ela dependia menos de artifícios; ele também notou um excesso de boas atuações de apoio, em particular de Michael Kelly. Oliver Séguret, crítico do jornal francês Libération, disse que o elenco foi o melhor recurso do filme; ele elogiou os atores coadjuvantes e disse que o desempenho de Jolie foi forte, mas discreto. Kirk Honeycutt, do jornal The Hollywood Reporter, disse que Jolie evitou sua personalidade de "estrela de cinema" para parecer vulnerável e resoluta; ele percebeu os personagens coadjuvantes como tendo poucos tons de cinza, com exceção de Amy Ryan. David Ansen, escrevendo para a Newsweek, ecoou um sentimento positivo em relação ao filme, mas disse que "algumas histórias realmente são sobre os mocinhos e os maus"; ele disse que, com as distrações da celebridade e beleza de Jolie postas de lado, ela desempenhou o papel com moderação e intensidade. Manohla Dargis, do The New York Times, sentiu que a celebridade de Jolie era uma distração suficiente para torná-la pouco convincente, enquanto David Denby, do The New Yorker, disse que, embora Jolie mostrasse habilidade e abnegação, a atuação e a sua personagem eram desinteressantes; ele disse que Collins era unidimensional, sem desejos ou temperamento. Ele citou problemas semelhantes com o personagem Briegleb de Malkovich, concluindo: "Os dois formam um par de colaboradores muito adequado e enfadonho".

"Jolie apresenta uma demonstração emocional poderosa como uma mulher tenaz que reúne força das forças que se opõem a ela. Ela nos lembra que não há nada mais feroz do que uma mãe protegendo seu filhote".

—Kirk Honeycutt, em sua crítica ao jornal The Hollywood Reporter
McCarthy admirou o roteiro "excelente", chamando-o de ambicioso e enganosamente simples. Ele disse que Eastwood respeitou o roteiro ao não jogar com os aspectos melodramáticos e não telegrafar o escopo da história desde o início. Honeycutt escreveu que, devido à sua estreita adesão à história, o drama caiu em um ponto, mas que o filme não pareceu tão longo quanto seus 141 minutos porque os cineastas eram "bons em ir direto ao ponto". David Ansen disse que os diálogos escritos por Straczynski tendia para o óbvio, mas que embora o filme carecesse da nuance moral dos outros de Eastwood, o roteiro bem pesquisado era "um modelo de arquitetura robusta", cada camada da qual transformou o desgosto do público em uma "fúria fina". Ele disse: "quando a história é tão envolvente, por que resistir à indignação moral?"
Oliver Séguret declarou que A Troca apresentou uma recriação sólida da época, mas que Eastwood não parecia inspirado pelo desafio. Séguret observou que Eastwood manteve as brasas da história acesas, mas que raramente explodiu em chamas. Ele comparou a experiência a estar em um carro de luxo: confortável, mas enfadonho. Denby e Ansen comentaram que Eastwood deixou as piores atrocidades para a imaginação do público; Ansen disse que isso acontecia porque Eastwood estava menos interessado nos aspectos sinistros do caso. McCarthy elogiou o tratamento atencioso e não sensacionalista do filme, enquanto Denby citou problemas com a abordagem austera, dizendo que deixou o filme "impressionante e monótono". Ele disse que Eastwood enfrentou o problema de não querer explorar o material "horrível" porque isso contrastaria mal com as emoções delicadas do desejo de uma mulher por seu filho desaparecido. Denby disse que Eastwood e Straczynski deveriam ter explorado mais profundamente os aspectos perversos da história. Em vez disso, disse ele, a narrativa resolveu metodicamente as questões emocionais e dramáticas "reverentemente narrando a apoteose de Christine" antes de "[caminhar] por mais quarenta minutos". Ansen disse que a abordagem clássica elevou a história a outro nível e que abraçou as convenções de filme de terror apenas no processo de transcendê-las. A Troca foi um dos filmes mais vividamente realizados de Eastwood graças a cinematografia de Stern, o cenário, o figurino e as paisagens em CGI que se fundiram perfeitamente com as tomadas de ação reais. Dargis não ficou impressionada com o design de produção; ela citou a perda do colaborador regular de Eastwood, Henry Bumstead (que morreu em 2006) como um fator na aparência "excessivamente imaculada" de A Troca.

"O roteiro desconexo de J. Michael Straczynski consegue soar falso em quase todas as curvas significativas... E a direção ponderada de Clint Eastwood, um afastamento desanimador de seu toque seguro em Cartas de Iwo Jima e The Bridges of Madison County, amplia as imperfeições"

—Joe Morgenstern, escrevendo para o The Wall Street Journal
Damon Wise da revista Empire chamou A Troca de "impecável", enquanto McCarthy disse que era "emocionalmente poderoso e estilisticamente seguro". Ele afirmou que A Troca era um trabalho mais complexo e abrangente do que Mystic River de Eastwood, dizendo que os personagens e os comentários sociais foram trazidos para a história com uma "deliberação quase de tirar o fôlego". McCarthy também declarou: "uma crítica triste da cultura política da cidade de Los Angeles, A Troca está na companhia de filmes como Chinatown e L.A. Confidential". Honeycutt disse que o filme acrescentou um "capítulo esquecido ao estilo noir sobre Los Angeles" desses filmes e que a trilha sonora melódica de Eastwood contribuiu para a evocação de uma cidade e um período "passando por mudanças galvânicas". Honeycutt concluiu: "[a] sensação de cidade pequena na rua e cenários captura uma sociedade resistente a ver o que realmente está acontecendo". Séguret disse que, embora A Troca tivesse poucos defeitos, era surpreendente que outros críticos tivessem elogios tão efusivos a ele. Denby disse que o filme foi muito bem feito, mas que compartilhou a principal falha de outros filmes "justamente indignados" em parabenizar o público por sentir desprezo pelas atitudes "há muito tempo desacreditadas" retratadas no filme. Ansen concluiu que a história foi contada de maneira tão segura que apenas um cínico endurecido ficaria indiferente à "saga assombrosa e triste de Christine Collins".

### Prêmios e laureações
Além da seguinte lista de prêmios e indicações, o National Board of Review nomeou A Troca como um dos dez melhores filmes de 2008, assim como a International Press Academy, que organiza anualmente os Prêmios Satellite. Vários críticos incluíram o filme em suas listas de dez melhores filmes de 2008. Anthony Lane, crítico de cinema do The New Yorker, o considerou o segundo melhor filme do ano; a revista britânica Empire classificou A Troca como o quarto melhor filme do ano. O crítico de cinema japonês Shigehiko Hasumi listou o filme como um dos melhores da década de 2000.
| Award                                                               | Category                                                | Nominee                                                     | Result   | Ref.            |
| ------------------------------------------------------------------- | ------------------------------------------------------- | ----------------------------------------------------------- | -------- | --------------- |
| Oscar 2009                                                          | Melhor atriz                                            | Angelina Jolie                                              | Indicado | [ 145 ]         |
| Oscar 2009                                                          | Melhor design de produção                               | James Murakami, Gary Fettis                                 | Indicado | [ 145 ]         |
| Oscar 2009                                                          | Melhor fotografia                                       | Tom Stern                                                   | Indicado | [ 145 ]         |
| Prêmios da Associação de Críticos de Cinema Afro-Americanos de 2008 | Melhor atriz                                            | Angelina Jolie                                              | Venceu   | [ 146 ]         |
| Prêmios da Casting Society of America de 2009                       | Filme de grande orçamento – Drama                       | Ellen Chenoweth                                             | Indicado | [ 147 ] [ 148 ] |
| Prêmios do Art Directors Guild de 2008                              | Excelência em design de produção para um filme de época | James Murakami                                              | Indicado | [ 149 ]         |
| BAFTA 2009                                                          | Melhor atriz em cinema                                  | Angelina Jolie                                              | Indicado | [ 150 ]         |
| BAFTA 2009                                                          | Melhor cinematografia                                   | Tom Stern                                                   | Indicado | [ 150 ]         |
| BAFTA 2009                                                          | Melhor figurino                                         | Deborah Hopper                                              | Indicado | [ 150 ]         |
| BAFTA 2009                                                          | Melhor direção                                          | Clint Eastwood                                              | Indicado | [ 150 ]         |
| BAFTA 2009                                                          | Melhor edição                                           | Joel Cox, Gary D. Roach                                     | Indicado | [ 150 ]         |
| BAFTA 2009                                                          | Melhor roteiro original                                 | J. Michael Straczynski                                      | Indicado | [ 150 ]         |
| BAFTA 2009                                                          | Melhor design de produção                               | James Murakami, Gary Fettis                                 | Indicado | [ 150 ]         |
| BAFTA 2009                                                          | Melhor som                                              | Walt Martin, Alan Robert Murray, John Reitz, Gregg Rudloff  | Indicado | [ 150 ]         |
| Prêmios da Associação de Críticos de Cinema de Chicago de 2008      | Melhor atriz                                            | Angelina Jolie                                              | Indicado | [ 151 ]         |
| 60º Prêmio Christopher                                              | Melhor filme                                            |                                                             | Venceu   | [ 152 ]         |
| Costume Designers Guild Awards de 2008                              | Excelência em Filme de Época                            | Deborah Hopper                                              | Indicado | [ 153 ]         |
| Prêmios Critics' Choice Movie de 2008                               | Melhor atriz em cinema                                  | Angelina Jolie                                              | Indicado | [ 154 ]         |
| Prêmios Critics' Choice Movie de 2008                               | Melhor filme                                            |                                                             | Indicado | [ 154 ]         |
| Prêmios Critics' Choice Movie de 2008                               | Melhor trilha sonora                                    | Clint Eastwood                                              | Indicado | [ 154 ]         |
| Empire Awards de 2009                                               | Melhor atriz                                            | Angelina Jolie                                              | Indicado | [ 155 ]         |
| Prêmios Globo de Ouro de 2009                                       | Melhor atriz em filme dramático                         | Angelina Jolie                                              | Indicado | [ 156 ]         |
| Prêmios Globo de Ouro de 2009                                       | Melhor trilha sonora original                           | Clint Eastwood                                              | Indicado | [ 156 ]         |
| Irish Film and Television Awards 2009                               | Melhor atriz internacional                              | Angelina Jolie                                              | Indicado | [ 157 ]         |
| Prêmios da Academia do Japão de 2009                                | Melhor filme estrangeiro                                |                                                             | Indicado | [ 158 ] [ 159 ] |
| London Film Critics' Circle Awards de 2008                          | Atriz do ano                                            | Angelina Jolie                                              | Indicado | [ 160 ]         |
| London Film Critics' Circle Awards de 2008                          | Diretor do ano                                          | Clint Eastwood                                              | Indicado | [ 160 ]         |
| Rembrandt Awards de 2009                                            | Melhor atriz internacional                              | Angelina Jolie                                              | Indicado | [ 161 ]         |
| Prêmios Satellite de 2008                                           | Melhor atriz em cinema                                  | Angelina Jolie                                              | Venceu   | [ 162 ]         |
| Prêmios Satellite de 2008                                           | Melhor cinematografia                                   | Tom Stern                                                   | Indicado | [ 162 ]         |
| 35º Prêmio Saturno                                                  | Melhor filme de ação ou aventura                        |                                                             | Indicado | [ 163 ] [ 164 ] |
| 35º Prêmio Saturno                                                  | Melhor atriz em cinema                                  | Angelina Jolie                                              | Venceu   | [ 163 ] [ 164 ] |
| 35º Prêmio Saturno                                                  | Melhor figurino                                         | Deborah Hopper                                              | Indicado | [ 163 ] [ 164 ] |
| 35º Prêmio Saturno                                                  | Melhor diretor                                          | Clint Eastwood                                              | Indicado | [ 163 ] [ 164 ] |
| 35º Prêmio Saturno                                                  | Melhor música                                           | Clint Eastwood                                              | Indicado | [ 163 ] [ 164 ] |
| 35º Prêmio Saturno                                                  | Melhor roteiro                                          | J. Michael Straczynski                                      | Indicado | [ 163 ] [ 164 ] |
| Prémios Screen Actors Guild 2009                                    | Melhor atriz principal em cinema                        | Angelina Jolie                                              | Indicado | [ 165 ]         |
| Visual Effects Society Awards de 2008                               | Pinturas foscas excepcionais em um longa-metragem       | Romain Bayle, Abel Milanes, Allan Lee, Debora Dunphy        | Venceu   | [ 166 ]         |
| Visual Effects Society Awards de 2008                               | Excelentes efeitos visuais de apoio em um filme         | Michael Owens, Geoffrey Hancock, Jinnie Pak, Dennis Hoffman | Venceu   | [ 166 ]         |
| Women Film Critics' Circle Awards de 2008                           | Prêmio Adrienne Shelly                                  |                                                             | Venceu   | [ 167 ]         |
| Women Film Critics' Circle Awards de 2008                           | Melhor filme sobre mulheres                             |                                                             | Venceu   |                 |